# Moerasfrankolijn
De moerasfrankolijn (Ortygornis gularis synoniem: Francolinus gularis) is een vogel uit de familie fazantachtigen (Phasianidae). De wetenschappelijke naam van de soort is als Perdix gularis voor het eerst geldig gepubliceerd in 1815 door Coenraad Jacob Temminck. Het is een door habitatverlies kwetsbaar geworden vogelsoort die voorkomt in India, Nepal en Bangladesh.

## Kenmerken
De vogel is 37 cm lang. Het is een sterk aan de bodem gebonden soort patrijsachtige met een heldere roodbruine keel. De vogel lijkt sterk op de zwarte frankolijn (F. francolinus), maar die is veel donkerder op de borst.

## Verspreiding en leefgebied
De soort komt voor van het noorden van India en Nepal en verder tot in Bangladesh. De leefgebieden van deze vogel liggen in draslanden met rietvelden afgewisseld met stukjes bos, maar ook wel in agrarisch gebied zoals suikerrietplantages en rijstvelden.

## Status
De grootte van de populatie werd in 2016 door BirdLife International geschat op 10 tot 20 duizend volwassen individuen. De populatie-aantallen nemen af door habitatverlies. Het leefgebied wordt aangetast door ontwatering en irrigatieprojecten waarbij natuurlijke graslanden en rietvelden plaats maken voor intensief agrarisch gebruikt land zoals beweiding met vee of de aanleg van productiebos en verder de aanleg van infrastructuur, menselijke nederzettingen. Om deze redenen staat deze soort als kwetsbaar op de Rode Lijst van de IUCN.